# Stary Zamek w Żywcu
Stary Zamek w Żywcu – zabytkowy budynek znajdujący się w historycznym centrum miasta Żywca, wzniesiony ok. XV wieku, od 2005 siedziba Muzeum Miejskiego w Żywcu.

## Historia

### Kwestia powstania i pierwsze założenie zamkowe
Jako twórców pierwszych umocnień w rejonie Starego Zamku wskazuje się niekiedy książąt oświęcimskich lub Mikołaja Strzałę herbu Kotwicz. Najstarsze zbadane założenie zamkowe, znajdujące się w północnej części kompleksu, pochodzi najprawdopodobniej z XV wieku. Pierwsi badacze, np. Jerzy Szablowski, przypuszczali, że powstanie Starego Zamku było konsekwencją opisywanego przez Długosza zburzenia fortecy Komorowskich na Grojcu na rozkaz Kazimierza Jagiellończyka w 1477. Późniejsze badania archeologiczne, w wyniku których odkryto starsze fragmenty budowli, pozwoliły wysunąć przypuszczenie, że Stary Zamek powstał jeszcze przed tą datą, i wzmianka długoszowa prawdopodobnie odnosiła się właśnie do niego. Z Kroniki Długosza pochodzi także wcześniejsza wzmianka, tycząca się ok. 1460 roku, w której wymieniono bliżej niesprecyzowany zamek w Żywcu należący do Skrzyńskich, który został zdobyty przez wojska królewskie; w nowszych opracowaniach (1997) skłoniono się ku jednoznacznemu wiązaniu wszystkich długoszowych opisów ze Starym Zamkiem. Zgodnie z opisem archeolożki Marii Bicz-Suknarowskiej na najstarsze odkryte przez nią założenie, tzw. fortalicjum Skrzyńskich, składały się dwukondygnacyjna murowana wieża mieszkalna wraz z grupą innych budynków, otoczonych fortyfikacją drewniano-ziemną z płytką fosą.
W 1465 Jan i Włodek Skrzyńscy sprzedali królowi Kazimierzowi zamki w Żywcu i Barwałdzie. W 1467 król przekazał Żywiecczyznę Piotrowi Komorowskiemu, we wczesnych latach 70. przedstawiciele rodu Komorowskich obrali zamek jako swoją główną siedzibę; wówczas miała miejsce pierwsza poważna rozbudowa fortecy (tzw. pierwszy zamek Komorowskich), zaś w 1477, kiedy wierność rodu wobec Korony Polskiej była niepewna, miało miejsce wspomniane (drugie) zdobycie Żywca przez wojska królewskie i zrównanie zamku z ziemią; 

### XVI-XXI w.
Budowa (zdaniem Szablowskiego) bądź, według nowszych ustaleń, odbudowa zamku, nastąpiła po 1477, najpewniej w latach 1485-1500. Wzniesiono m.in. dwie nowe północne baszty w miejsce wcześniej zburzonych, oraz wzmocniono baszty południowe. Założenie miało wówczas charakter zarówno obronny, jak i reprezentacyjny, o wyraźnych cechach renesansowych. Ten okres historii budowli Bicz-Suknarowska określa jako tzw. drugi zamek Komorowskich.
Dalszą rozbudowę (tzw. trzeci zamek Komorowskich) przedsięwziął około 1569 Jan Spytek Komorowski i była ona kontynuowana przez następne dekady. Wytyczono wtedy m.in. arkadowy renesansowy dziedziniec. Zamek miał wówczas trzyskrzydłowy układ. Posiadał attykę i dekoracje sgraffitowe; miał najpewniej dwie kondygnacje. Uwydatniono jego funkcję pałacowo-reprezentacyjną, m.in. likwidując basztę południowo-wschodnią. Jego forma powstawała najpewniej w inspiracji rozwiązaniami Zamku Wawelskiego. 
W 1608 w Starym Zamku gościł książę cieszyński Adam Wacław. Później, przed 1624, budynek został spustoszony przez najazd rodu Rylskich, skonfliktowanych wówczas z Komorowskimi.
W 1624 zamek wraz z całym państwem żywieckim przejęła królowa Konstancja. W pierwszej połowie XVII w. przeprowadzono renowację zrujnowanej przez najazd Rylskich budowli, a także m.in. dobudowano trzecią kondygnację. W 1655 właścicielem został Jan Kazimierz. Rok później twierdzę zdobyli Szwedzi.  Została poddana, w związku z czym nie zanotowano wówczas większych zniszczeń. W 1664 sporządzono szczegółowy inwentarz budynku. W 1666 lub 1669 na zamku przebywał Jan Kazimierz. 
Od 1671 do 1675 dobra żywieckie wraz z zamkiem znajdowały się w posiadaniu Wawrzyńca Wodzickiego, a w 1678 zostały wykupione przez rodzinę Wielopolskich.Z początkiem XVIII wieku Wielopolscy znacznie rozbudowali kompleks zamkowy, m.in. dobudowując stajnie, zakładając park włoski, herbarium, stawiając wagę do soli, murując piwnice czy instalując fontannę. Wzniesiono nowe skrzydło zamku wraz z dwoma ryzalitami. Skorygowano układ i bryłę założenia, poszerzając dziedziniec, przebudowując arkady, wyburzając attykę i zmieniając dachy pogrążone na siodłowe. Przebudowa Wielopolskich jest poświadczona bardzo szczegółowo w zapiskach Dziejopisu Żywieckiego pióra Andrzeja Komonieckiego.
W 1808 zamek dostał się na własność Alberta Sasko-Cieszyńskiego, a w 1838 został wykupiony przez Habsburgów, którzy w tym okresie stopniowo nabywali ziemie państwa żywieckiego. Habsburgowie byli właścicielami Starego Zamku do wybuchu II wojny światowej. Przedsięwzięte przez nich remonty z pierwszej połowy XIX w. miały charakter zachowawczy z uwagi na znaczny stan zaniedbania zamku, na który zwrócono uwagę m.in. w inwentarzu sporządzonym w 1790. W 1870 miał miejsce pożar zamku. Architektem remontu, który nastąpił po tym pożarze, był Karol Pietschka; przebudował on założenie w stylistyce historyzmu. Wówczas w zamku mieściły się urzędy i lokale urzędników.
W latach 30. XX wieku renesansowy okres historii zamku był obiektem badań prowadzonych przez Jerzego Szablowskiego. Podczas okupacji w obiekcie urzędowali Niemcy. Po wojnie zamek przeszedł na własność miasta; ulokowano w nim m.in. archiwum, Dom Kultury i bibliotekę miejską.  W latach 60. prowadzone były prace konserwatorskie i badania archeologiczno-architektoniczne obiektu (prowadzili je Andrzej Swaryczewski  i Teofil Dębowski). Dalsze badania archeologiczne, prowadzone przez Marię Bicz-Suknarowską, miały miejsce w latach 1976-1978 i 1985-1987.
W latach 90. Muzeum Miejskie w Żywcu, wówczas pod nazwą Muzeum Ziemi Żywieckiej, koordynowało remont Starego Zamku i zaadaptowało obiekt do celów wystawienniczych. Od 2005 r. Stary Zamek jest siedzibą Muzeum. W ramach wystaw stałych tego muzeum, oglądać można m.in. ekspozycję etnograficzną, stanowiącą uzupełnienie Szlaku Architektury Drewnianej województwa śląskiego. W 2008/2009 przeprowadzono badania archeologiczne, w trakcie których odkryto fundamenty jednej z wyburzonych wież. W 2014 roku część starej monarchii rodu Habsburgów, zamieszkująca w przeszłości Żywiecczyznę, zrzekła się roszczeń reprywatyzacyjnych do Starego i Nowego Zamku oraz Parku Habsburgów.

## Galeria

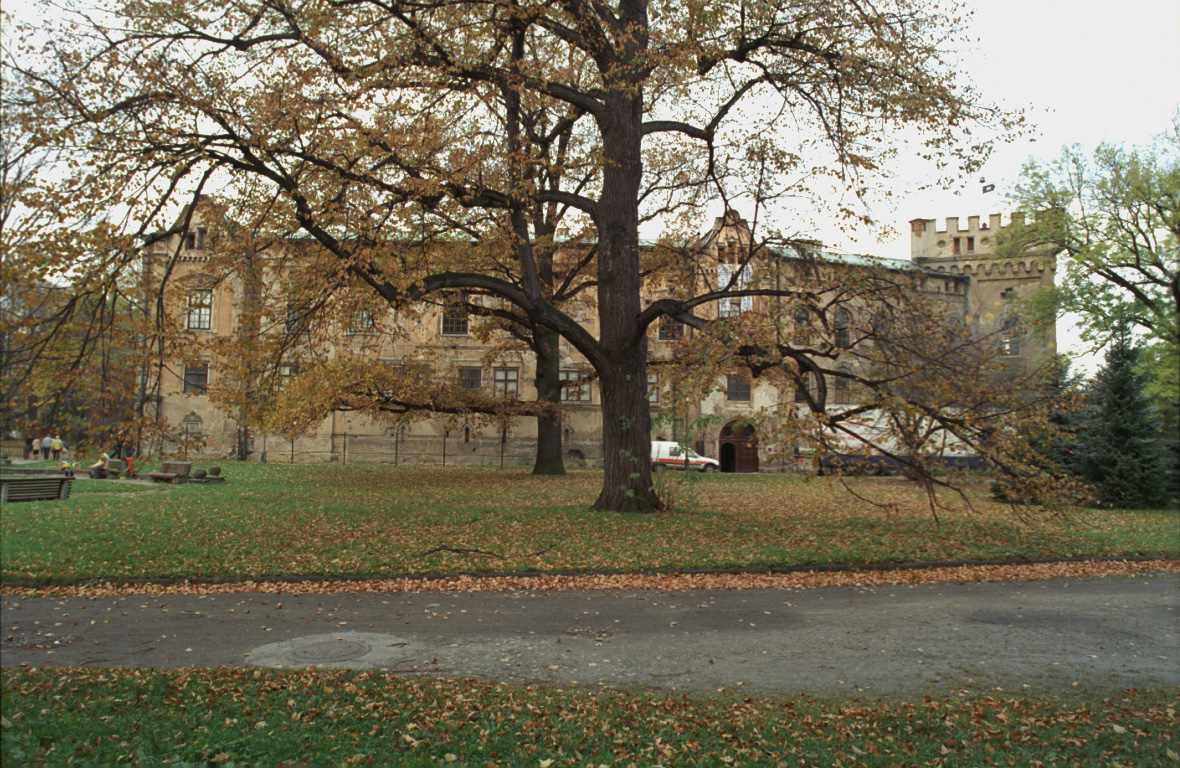
Zamek przed remontem
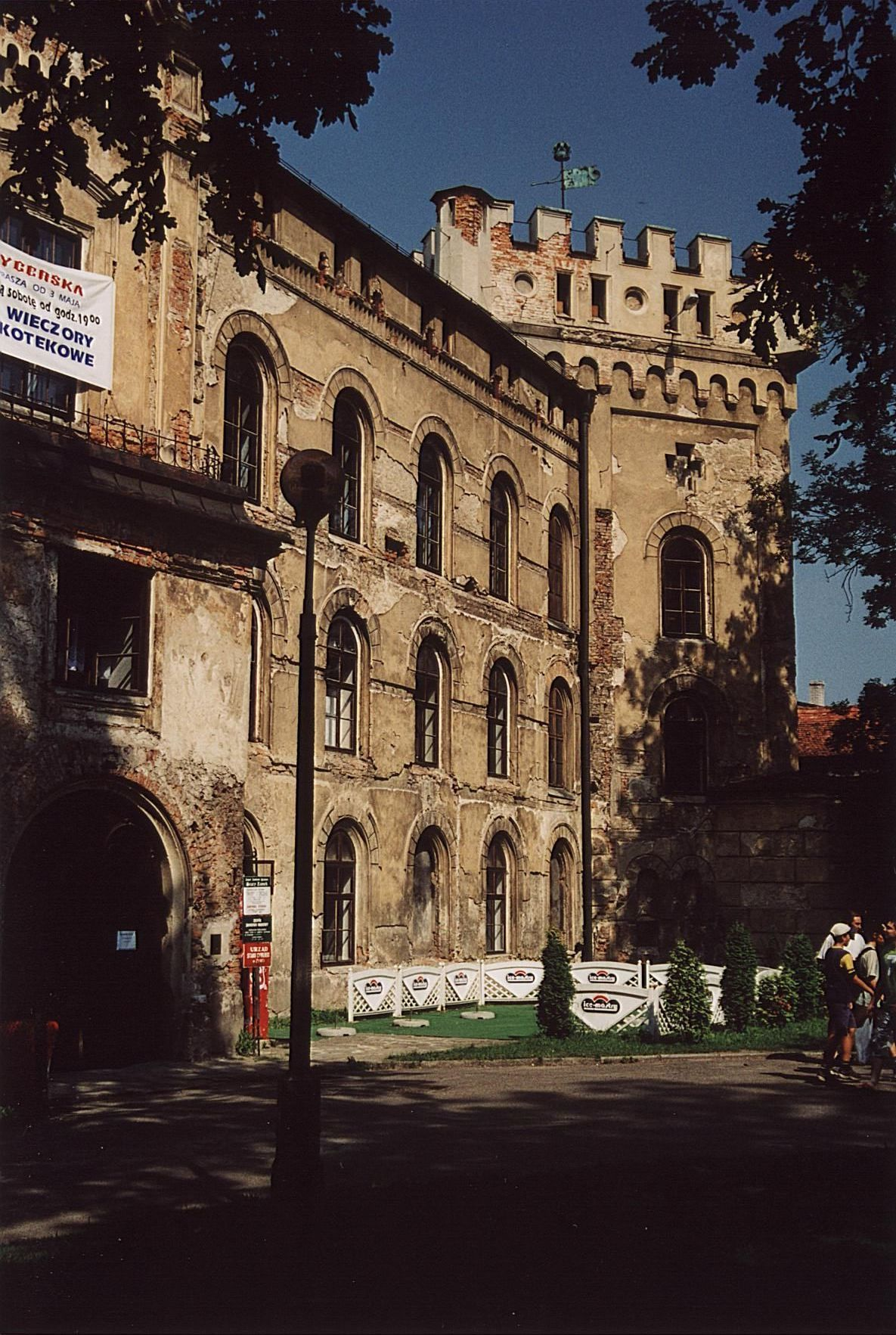
Zamek przed remontem w 2003 roku
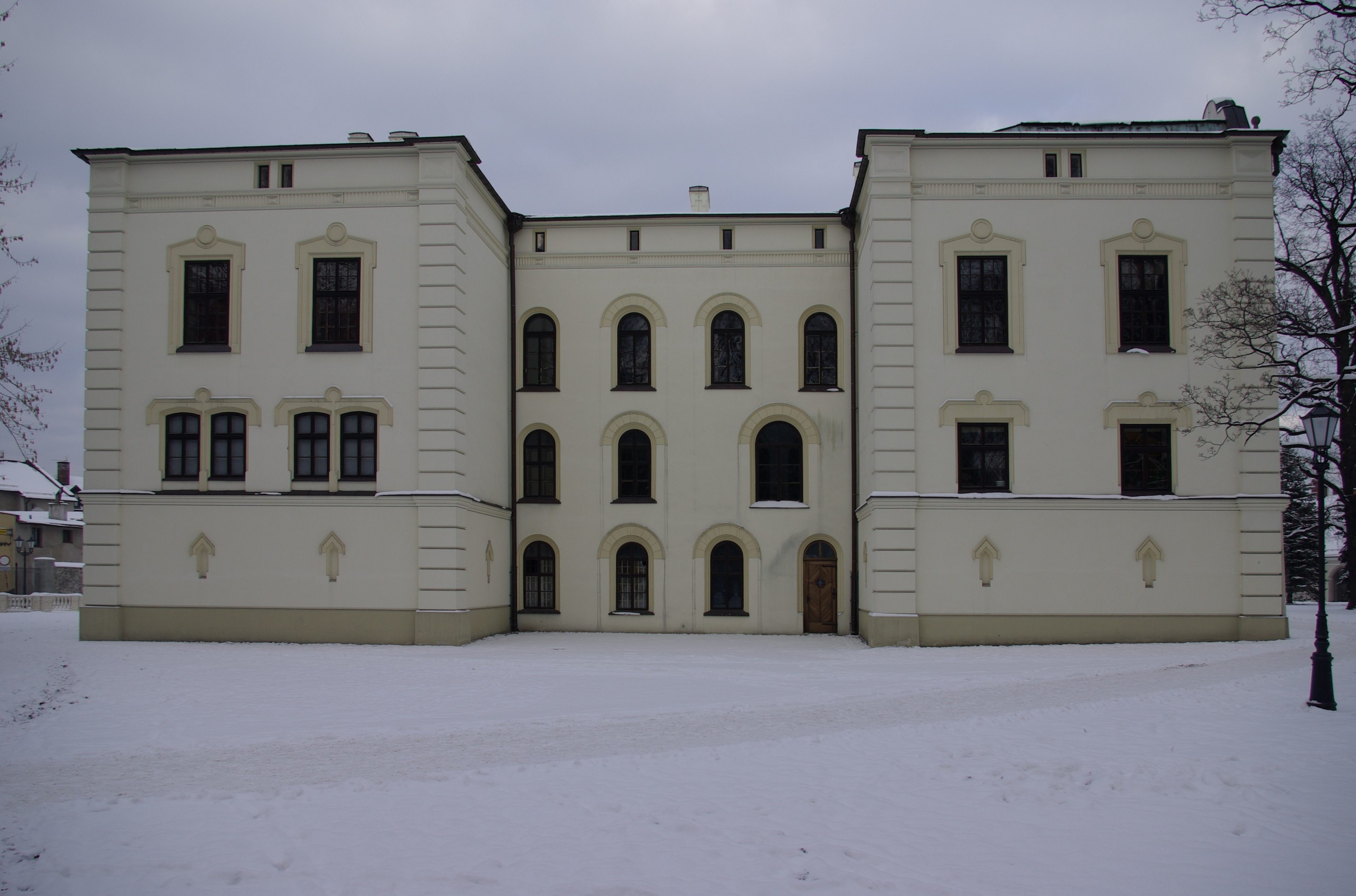
Zamek od strony południowej
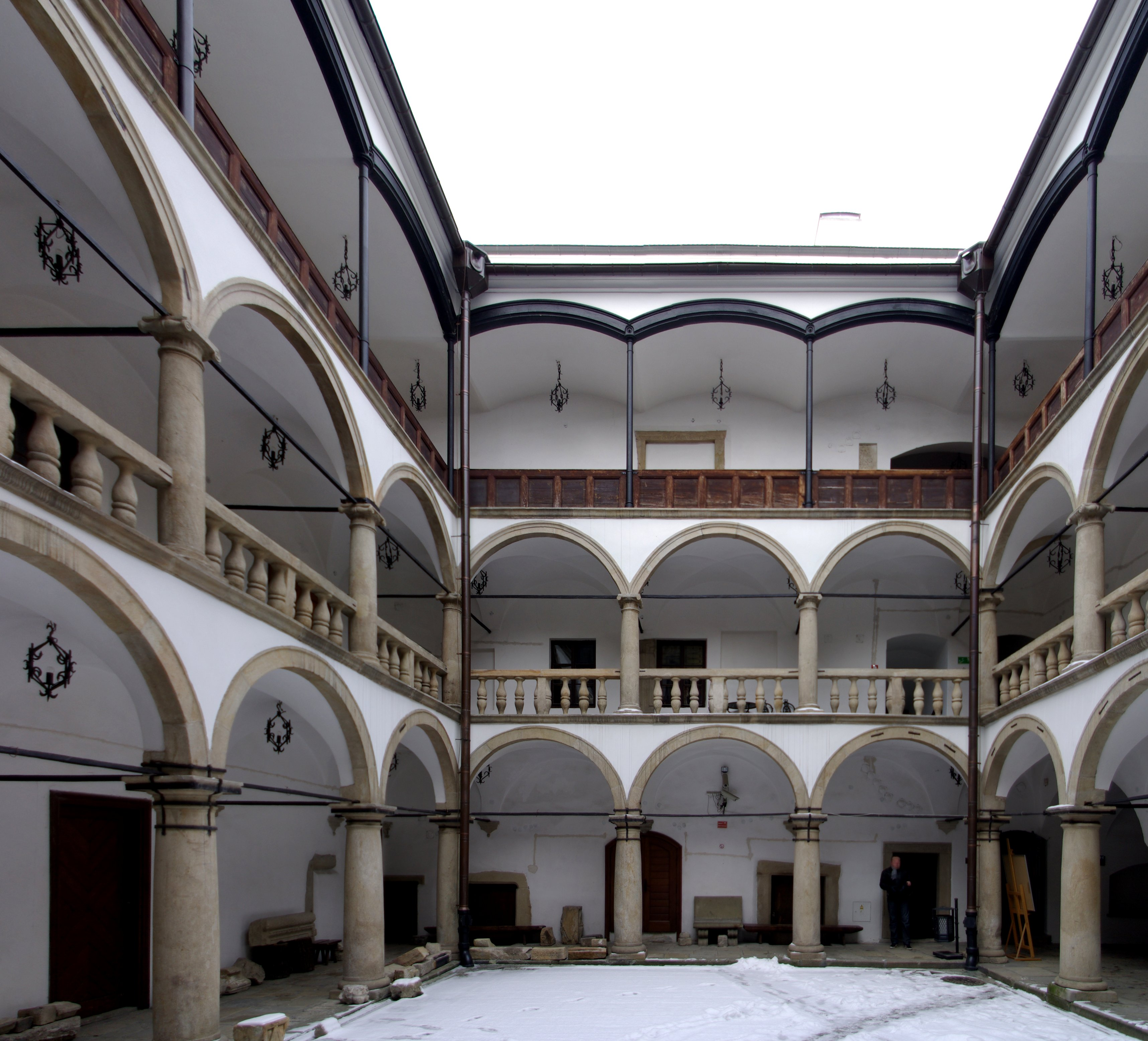
Arkadowy dziedziniec zamku
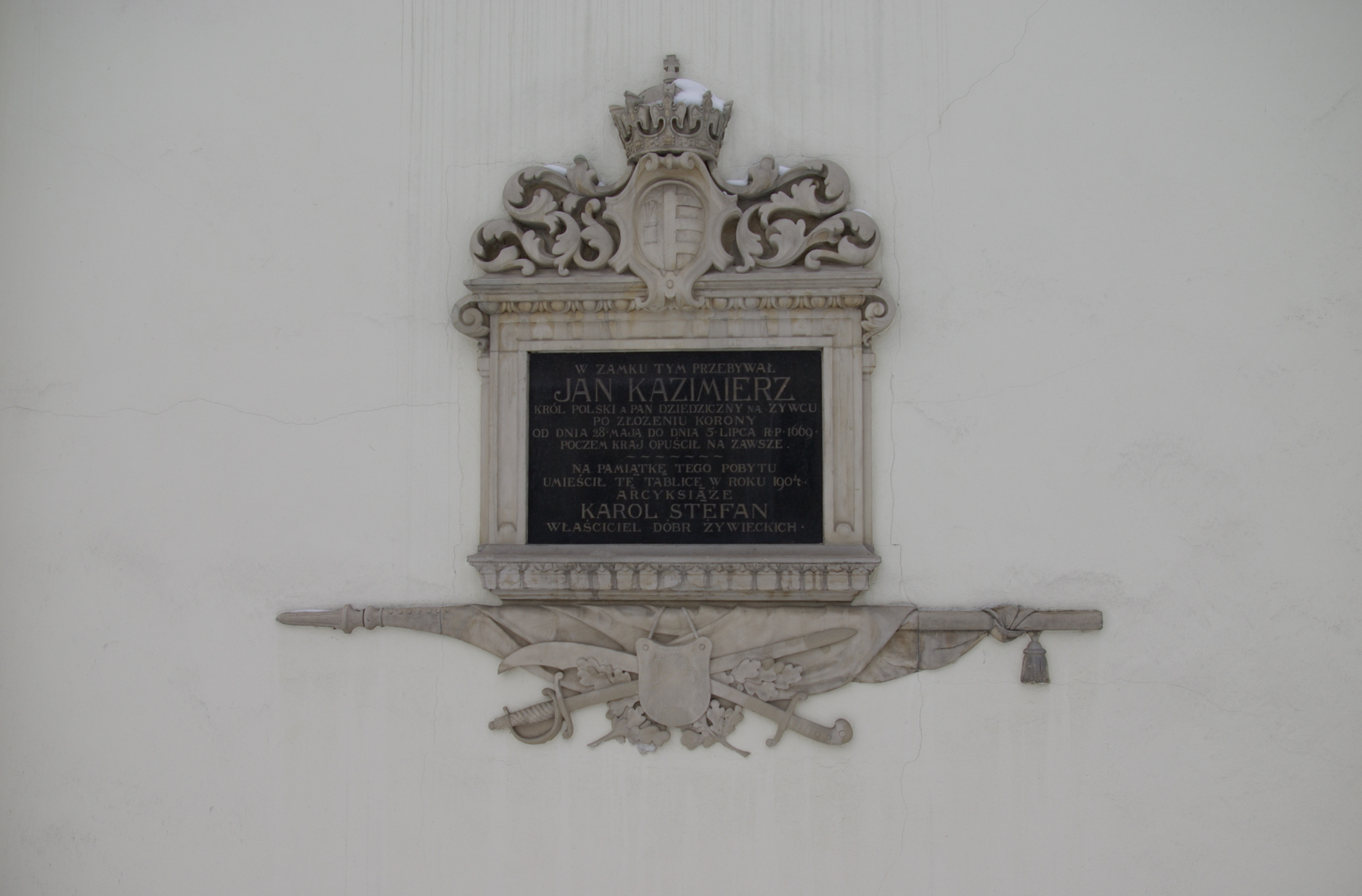
Tablica upamiętniająca pobyt na zamku króla Jana Kazimierza w 1669 roku